# Delosina
Delosina es un género de foraminífero bentónico de la familia Delosinidae, de la superfamilia Delosinoidea, del suborden Buliminina y del orden Buliminida. Su especie tipo es Polymorphina? complexa. Su rango cronoestratigráfico abarca el Holoceno.

## Discusión
Clasificaciones previas incluían Delosina en el suborden Rotaliina del orden Rotaliida.

## Clasificación
Delosina incluye a las siguientes especies:
- Delosina complanata
- Delosina complexa
- Delosina polymorphinoides
- Delosina subtilis
- Delosina wiesneri